# Zamek w Bohusławiu
Zamek w Bohusławiu – zamek stał na wzgórzu nad rzeką Rosią.

## Historia
Miasto Bohusław przyznane zostało ks. Januszowi Ostrogskiemu, wojewodzie wołyńskiemu przywilejem króla Polski Zygmunta III Wazy nadanym  w  Krakowie 22 lipca 1591 roku. W 1678 roku Jerzy Chmielnicki z Sajtanem baszą tureckim ogniem  i mieczem zamek zniszczył, który odbudowano w 1765 roku.

## Architektura
Według lustracji z 1622 r. na wstępie do zamku był przygródek palami dębowymi z baszteczkami obwiedziony, z którego na dziedziniec zamkowy most prowadził. Zamek składał się z bramy drewnianej, na której była sala, obok niej budynków trzy; w jednym z nich były cztery świetlice, w innych były komory, stajnie, wozownie, kuchnie, piwnice. Wszystkie te budynki opadłe, niedobre. Zamek był niedbale uzbrojony. Cała obrona jego składała się z działka spiżowego z herbem króla Augusta, z 10 hakownic, 4 muszkietów, 3  baryłek prochu, 5 z ołowiu kamieni, 30 kul. Po Naliwjace znaleziono zakopanych 5 dział, z których jedno zostało, resztę zabrał starosta Janusz Ostrogski i nie wrócił. Widzimy, że zamek nie był w te czasy w należytym opatrzeniu, zapewne przez niedbłość starostów. W 1653 r. był on już dobrze utwierdzonym miejscem. Według  lustracji z 1765 r. stanął tu zamek odnowiony na wzgórzu miernej wysokości, nad rzeką, otoczony częstokołem nad fosą, na wale częstokół też dębowy ze strzelnicami, pod dachem z dębowych desek. Droga do wrót z obu stron ogrodzona częstokołem, we wrotach izba ze strzelnicami. Pośród zamku drewniana kaplica, koszary, łaźnie, na kaplicy wielka bójnica ze strzelnicami i kopuła na wierzchu. Wielki dom ekonomiczny i inne zabudowania. Studnia pokryta w rodzaju altany; baszta, na niej bójnica ze strzelnicami i dwie małe baszty na rogu zamku.  Podczas koliszczyzny w 1768 roku zamek został zdobyty przez zbuntowanych chłopów.